# Paul Bracewell
Paul William Bracewell (Heswall, 19 juli 1962) is een Engels voormalig betaald voetballer. Hij speelde meestal centraal op het middenveld en beëindigde zijn profcarrière in 1999. Bracewell speelde voor clubs als Everton, Sunderland en Newcastle United. Hij speelde drie interlands in het Engels voetbalelftal.

## Clubcarrière
Paul Bracewell begon zijn carrière in het betaald voetbal in 1979, in de rood-witte kleuren van Stoke City. Hij debuteerde als zeventienjarige voor Stoke tegen Liverpool.
In 1985 won Bracewell de Europacup II / UEFA Beker der Bekerwinnaars met Everton en in 1985 en 1987 werd hij eveneens Engels landskampioen met de club. In 1984 won hij de FA Cup. Hij speelde vijf seizoenen voor Everton (1984–1989). De jaren met Bracewell op het middenveld, en Howard Kendall als trainer, zijn de meest succesvolle jaren uit de clubgeschiedenis van Everton. Bracewell deelde in die tijd de lakens uit op het middenveld, samen met onder anderen Peter Reid, Kevin Sheedy en Trevor Steven. In de jaren 90 was Bracewell actief in de Premier League met Sunderland en Newcastle United, ruim na zijn succesperiode met Everton en in de nadagen van zijn loopbaan. Gedurende zijn carrière was hij een vaste waarde bij clubs als Everton en Newcastle United, maar de meeste wedstrijden uit zijn loopbaan droeg hij het shirt van Sunderland. Bracewell speelde bijna 300 competitiewedstrijden in het eerste elftal van The Black Cats. Hij stond drie periodes onder contract bij Sunderland en promoveerde naar de Premier League in 1996, een van zijn laatste grote verwezenlijkingen. In 1997 verhuisde Bracewell op zijn stilaan 'oude dag' als profvoetballer nog naar Fulham. In 1999 zette een toen 37-jarige Bracewell een punt achter zijn loopbaan.

## Erelijst
Everton FC
- First Division (nu Premier League)

1985, 1987
- FA Cup

1984
- Europacup II

1985
- FA Charity Shield

1987
 Sunderland AFC
- First Division (nu Championship)

1996